# Juegos Paralímpicos de Innsbruck 1988
Los Juegos Paralímpicos de Invierno de 1988 fue la IV edición de los Juegos Paralímpicos de Invierno.
La sede fue Innsbruck, Austria del 17 al 25 de enero de 1988.
Participaron 419 atletas provenientes de 22 países en 4 deportes.
Estos juegos se debían de realizar en Calgary, Canadá pero debido a dificultades no se realizaron ahí.

## Deportes
El desarrollo de los juegos consiste en 96 eventos en 3 deportes dando un total de 4 disciplinas.
- Esquí alpino
- Carrera de trineo en hielo
- Esquí nórdico
  -  Biatlón
  -  Esquí de fondo

## Delegaciones participantes
Un total de 22 países participaron en esta edición de las Paralimpiadas.
| - Alemania Occidental (FRG) - Australia (AUS) - Austria (AUT) - Bélgica (BEL) - Canadá (CAN) - Checoslovaquia (TCH) - Dinamarca (DEN) - España (ESP) - Estados Unidos (USA) - Finlandia (FIN) - Francia (FRA) | - Italia (ITA) - Japón (JPN) - Noruega (NOR) - Nueva Zelanda (NZL) - Países Bajos (NED) - Polonia (POL) - Reino Unido (GBR) - Suecia (SWE) - Suiza (SUI) - Unión Soviética (URS) - Yugoslavia (YUG) |

## Medallero
| Núm. | País                      | Oro | Plata | Bronce | Total |
| ---- | ------------------------- | --- | ----- | ------ | ----- |
| 1    | Noruega (NOR)             | 25  | 21    | 14     | 60    |
| 2    | Austria (AUT)             | 20  | 10    | 14     | 44    |
| 3    | Alemania Occidental (FRG) | 9   | 11    | 10     | 30    |
| 4    | Finlandia (FIN)           | 9   | 8     | 8      | 25    |
| 5    | Suiza (SUI)               | 8   | 7     | 8      | 23    |
| 6    | Estados Unidos (USA)      | 7   | 17    | 6      | 30    |
| 7    | Francia (FRA)             | 5   | 5     | 3      | 13    |
| 8    | Canadá (CAN)              | 5   | 3     | 5      | 13    |
| 9    | Suecia (SWE)              | 3   | 7     | 5      | 15    |
| 10   | Italia (ITA)              | 3   | 0     | 6      | 9     |